# Thanninger Weiher
Thanninger Weiher bezeichnet drei künstliche Seen in der Nähe von Thanning bei Egling.
In den Thanninger Weihern wird der Moosbach aufgestaut. Die Weiher wurden Anfang des 18. Jahrhunderts vom Abt vom Kloster Schäftlarn zur Fischzucht angelegt.
Die Seen sind in Privatbesitz. Baden ist offiziell nicht gestattet, wird aber am ersten von der Straße aus erreichbaren See geduldet.
Die Seen sind mit Karpfen, Schleien, Hechten, Zander, Europäischer Aal, mehreren Weißfischarten und Forellen besetzt.